# Aleksander Tomšič
Aleksander Tomšič, slovenski gospodarstvenik, * 19. avgust 1893, Ilirska Bistrica, † 19. oktober 1992, Dutovlje. 
Rodil se je v družini kmeta lastnika mlina in žage Ivana in kmetice Roze. Študij na dunajski Univerzi mu je prekinila 1. svetovna vojna. Preživel je rusko fronto in štiriletno ujetništvo v Sibiriji. Med vojno je umrl oče, nekaj mesecev po končani vojni pa še mati. Po vrnitvi iz ujetništva prevzel vso skrb za gospodarstvo h kateremu so poleg več mlinov in žag pripadali še hotel in gozdovi. Toda komaj je domače gospodarstvo dobro zaživelo je prišel fašizem, kateremu je bil izobraženi in narodno zavedni Tomšič v napoto. Moral je v pregnanstvo v južno Italijo. Domov se je vrnil jeseni 1943 po kapitulaciji Italije. Tudi po osvoboditvi 1945 ni mogel zaživeti kot je želel. Zelo ga je prizadela krivica, ko mu je bilo v »imenu ljudstva« odvzeto popolnoma vse premoženje skupaj s hišo v kateri je lahko živel le še kot podnajemnik. Njegove žage in mlini so za vedno utihnili. Zagrenjenega in žalostnega so srečevali znanci, ko je še vedno stikal okoli mlinov in žag, kot da bi hotel poskrbeti, da vse skupaj ne propade. Vendar obnove ni dočakal. Rad je pokramljal z mimoidočimi. Bil je bil odličen sogovornik. Vedno znova je beseda nanesla na nerazumljivo propadanje nekoč cvetoče gospodarske dejavnosti, ki pa je ni ostalo niti za muzejsko znamenitost. Na desetine prošenj je oddal, preden je uspel dobiti nazaj vsaj rojstno hišo. Zadnjih deset let življenja je preživel v domu za ostarele v Dutovljah, kjer je umrl v 100. letu starosti.